# آن-ماری جانسون
آن-ماری جانسون (انگلیسی: Anne-Marie Johnson؛ زادهٔ ۱۸ ژوئیهٔ ۱۹۶۰) یک هنرپیشه اهل ایالات متحده آمریکا است. وی از سال ۱۹۷۶ میلادی تاکنون مشغول فعالیت بوده‌است.
از فیلم‌ها یا مجموعه‌های تلویزیونی که وی در آن‌ها نقش داشته است می‌توان به استخوان‌ها، یک بزرگراه رو تمیز کن، تجارت بی‌چون‌وچرا و ان‌سی‌آی‌اس اشاره نمود.